# Iturbe
Iturbe é uma cidade do Paraguai localizada no Departamento de Guairá.

## Transporte
O município de Iturbe é servido pelas seguintes rodovias:
- Caminho em pavimento ligando a cidade ao município de San Juan Nepomuceno (Departamento de Caazapá)
- Ruta 08, que liga a cidade de San Estanislao ((Departamento de San Pedro) ao município de Coronel Bogado (Departamento de Itapúa).[1][2][3]